# Violay
Violay là một xã trong tỉnh Loire miền trung nước Pháp.